# Martin-chasseur à tête noire
Tanysiptera nigriceps
Espèce
Statut de conservation UICN

 LC  : Préoccupation mineure
Le Martin-chasseur à tête noire (Tanysiptera nigriceps) est une espèce d'oiseaux de la famille des Alcedinidae, parfois considéré comme une sous-espèce du Martin-chasseur sylvain (T. sylvia).

## Répartition
Cette espèce vit à Umboi et en l'Nouvelle-Bretagne.